# Jimmy Dunne
Pour les articles homonymes, voir Dunne.
James Dunne, né le 9 mars 1905  et mort le 14 novembre 1949, est un joueur de football irlandais. Cet attaquant qui a passé une partie de sa carrière en Angleterre jouant pour des clubs renommés comme Sheffield United, Arsenal FC et Southampton FC a la particularité d’avoir joué en même temps pour deux équipes nationales, l’équipe d’Irlande (IFA) et l’équipe de la république d’Irlande (FAI).
Jimmy Dunne est le premier irlandais à être une figure importante du championnat anglais en marquant buts sur buts comme en 1930-1931 où il marque 41 buts pour Sheffield. Il est le recordman des buteurs irlandais en championnat anglais. Dunne a ainsi marqué plus de 30 buts au cours de 3 championnats successifs entre 1930 et 1933. Étant avant centre ou ailier, il était reconnu pour être un excellent buteur de la tête. Dunne a terminé sa carrière de joueur aux Shamrock Rovers.
Jimmy Dunne est mort d’un arrêt cardiaque à l’âge de 44 ans le 14 novembre 1949. Ses deux fils, Tommy Dunne et Jimmy Dunne, sont aussi devenus footballeurs et ont joué dans le championnat d'Irlande de football pour le club de St. Patrick's Athletic FC.

## Le parcours en club

### Les premières années
Jimmy Dunne a commencé à jouer au football dans un club de jeunes. Sa progression a été freinée par la guerre civile irlandaise pendant laquelle il a été arrêté et emprisonné par les soldats de l’État libre d'Irlande à cause de ses sympathies à la cause républicaine. Son frère Christy était un fervent républicain. Libéré il signe pour les Shamrock Rovers, mais se retrouve relégué en équipe réserve. Il est toutefois suffisamment talentueux pour se faire remarquer par un recruteur du club professionnel anglais de New Brighton AFC qui jour en troisième division Nord. Il signe pour le club en novembre 1925. Il est tout de suite décisif pour sa nouvelle équipe, marquant six buts au cours des huit premiers matchs,.

### Sheffield United
Dunne attire rapidement les regards des équipes de première division. La première à se signaler est Sheffield United qui l’engage en février 1926. C’est le début d’une nouvelle période d’apprentissage effectuée dans l’équipe réserve du club. Il fait ses débuts en équipe première lors d’une victoire 4-0 contre Arsenal FC le 4 septembre 1926. Il doit se battre pour être sélectionné en équipe première et lors de ses trois premières saisons il ne dispute que onze matchs en première division. Il marque son premier but le 25 octobre 1927 contre Derby County. Dunne a donc attendu trois ans pour se faire une place dans l’équipe de Sheffield, période pendant laquelle il a même été placé une fois sur la liste des joueurs transférables. Ce n’est que pendant la saison 1929-1930 qu’il devient un rouage essentiel de l’équipe en devenant un buteur à sensation. Son premier coup du chapeau réalisé lors d’un match nul 3-3 contre Leicester City le 7 septembre 1929 est suivi de plusieurs quadruplés contre West Ham United le jour de l’an puis contre Leicester City trois jours plus tard. Il marque un nouveau triplé contre Blackburn Rovers le 3 mars 1930. Il termine la saison avec le titre de meilleur buteur du club avec 36 buts en 39 matchs disputés et permet ainsi au club de se maintenir de justesse, grâce à une meilleure différence de buts que ses adversaires, dans l’élite anglaise.
Jimmy Dunne est le meilleur buteur de son club quatre années successives de 1930 à 1933, toutes terminées en ayant marqué plus de 30 buts dans la saison. Sa meilleure saison est le championnat 1930-1931 avec 41 buts marqués plus 9 dans d’autres compétitions. Ce score reste encore de nos jours le record de buts marqués par un Irlandais dans le championnat anglais. Entre le 24 octobre 1931 et le 1er janvier 1932 il marque 18 buts lors de 12 matchs consécutifs.

### Arsenal FC
Les performances de Dunne à Sheffield United intéressent vivement d’autres clubs. Au début de l’année 1932 Arsenal offre à United 10 000£ pour le recruter mais Sheffield refuse.
Par contre en septembre 1933, alors que Sheffield souffre de problèmes financiers, le club accepte une offre un peu inférieure (8 250£) d’Arsenal. Dunne fait ses débuts sous ses nouvelles couleurs contre Middlesbrough FC le 30 septembre 1933. Il marque 9 buts en 23 matchs de championnat lors de la saison 1933-1934 et participe ainsi à la victoire d’Arsenal en championnat. À l’intersaison suivante, l’arrivée de Ted Drake fait que Dunne perd sa place de titulaire dans l’équipe première. Il ne joue que huit matchs lors de ses deux saisons à Arsenal. Dunne est alors appelé par la presse le « joueur remplaçant le plus cher d’Angleterre ». Ses collègues d’Arsenal reconnaissent toutefois ses talents, comme Cliff Bastin qui dit de lui qu’il est « un des cinq meilleurs avants-centres qu’il ait jamais vus » .

### Southampton FC
En juillet 1936, Jimmy Dunne signe pour Southampton FC. Il est le meilleur buteur du club dès sa première saison en marquant 14 buts en 36 matchs. Ses buts permettent à Southampton de se maintenir en deuxième division. Dunne refus de renouveler son contrat et décide de retourner aux Shamrock Rovers. Dix-huit mois plus tard, alors qu’il transitait par le port de Southampton avec l’équipe nationale irlandaise, Dunne reçoit un vibrant hommage de la part des dockers du port,.

### Shamrock Rovers
En 1937, Jimmy Dunne retourne aux Shamrock Rovers. Il signe un contrat d’entraîneur-joueur. Il est donc à la fois le buteur et l’entraineur de l’équipe qui gagne deux titres de champion d’Irlande en 1938 et  1939 et une coupe d’Irlande en 1940. Pendant ces années là il est sélectionné 9 fois en équipe d’Irlande. Le 31 août 1942 il joue son dernier match en tant que footballeur lors d’un match de gala disputé contre le Belfast Celtic. Il s’engage ensuite comme entraineur avec le club rival, le Bohemian FC. Il y reste jusqu’en 1947 avant de revenir aux Shamrock Rovers,.

## Les équipes nationales
Quand Dunne commence sa carrière de footballeur en 1928, il existe deux équipes d’Irlande sous la direction de deux fédérations nationales différentes. Les deux fédérations rivales, la Fédération d'Irlande de football (FAI) basée à Dublin et l’Association irlandaise de football (IFA) basée à Belfast, se réclament, quant à l’étendue de leur juridiction, de toute l’île d’Irlande. Le résultat est que les mêmes joueurs peuvent être sélectionnés indifféremment dans les deux équipes.

### L'équipe de l'IFA
Entre 1928 et 1932, Jimmy Dunne fait 7 apparitions dans l’équipe d'Irlande de football et marque 4 buts pour celle-ci. Il fait ses débuts le 2 février 1928 lors d’une défaite 2-1 contre l’équipe du Pays de Galles au cours du British Home Championship. Il gagne sa deuxième sélection le 20 octobre 1931 pour un match contre l’Angleterre. Il marque le seul but de son équipe dans un match perdu 5 buts à 1. En 1931, il marque quatre buts lors de quatre rencontres internationales consécutives.

### L’équipe de la FAI
Entre 1930 et 1939, Jimmy Dunne fait aussi 15 apparitions en équipe de la république d'Irlande de football et marque 13 buts pour celle-ci. Il fait ses débuts le 11 mai 1930 dans un match contre la Belgique, à l’extérieur. Ses débuts sont victorieux : l’Irlande gagne 3 buts à 1 et Dunne marque deux fois. Il marque aussi pour son premier match à domicile disputé contre la Suisse et offre la victoire (1-0) à son équipe. En mai 1936, l’Irlande part en tournée en Europe. Le 3 mai, il réalise un doublé lors du match nul 3-3 contre la Hongrie. Il marque ensuite lors de la victoire 4 à 1 contre l’équipe du Rhin et renouvelle cette performance le 9 mai en marquant deux fois lors de la victoire 5-1 contre le Luxembourg.
Le 10 octobre 1937, Dunne fait partie de l’équipe qui dispute un match de qualification pour la coupe du monde de football 1938 contre la Norvège. L’Irlande perd le match 3 buts à 2 avec un but de Dunne. Un peu plus tard la Norvège émet une plainte officielle auprès de la FIFA qui remet en cause la participation de Dunne au match. L’argumentation de la Norvège considère que Dunne n’était pas éligible pour jouer ce match car il avait disputé auparavant des matchs au sein de l’équipe d'Irlande de football qui est sous la tutelle de l’IFA, fédération non enregistrée auprès de l’organisme international. La FIFA n’a jamais statué sur ce cas ce qui permet à Dunne de marquer son dernier but sous les couleurs de l'Irlande le 13 novembre 1938 lors d’une victoire 3-2 contre la Pologne. Il joue son dernier match international l’année suivante contre l’Allemagne ,.

## Palmarès

### Palmarès de joueur
Arsenal FC
- Championnat d'Angleterre de football : 1
  - 1933-34

Shamrock Rovers
- Championnat d'Irlande de football : 2
  - '1937-38, 1938-39
- Coupe d'Irlande de football : 1
  - 1940
- League of Ireland Shield : 2
  - 1937-38, 1941-42
- Leinster Senior Cup : 1
  - 1938

### Palmarès d'entraîneur
Bohemian FC
- Dublin and Belfast Intercity Cup : 1
  - 1945